# Mord na członkach misji Rosyjskiego Czerwonego Krzyża w 1919 roku
Mord na członkach misji Rosyjskiego Czerwonego Krzyża w 1919 roku – zbrodnia dokonana przez polskich żandarmów na misji Rosyjskiego Czerwonego Krzyża 2 stycznia 1919 w pobliżu wsi Wyliny-Ruś.
Misja Rosyjskiego Czerwonego Krzyża licząca 5 osób przybyła do Warszawy 20 grudnia 1918, w celu wynegocjowania repatriacji jeńców rosyjskich wziętych do niewoli w czasie I wojny światowej. Misji przewodniczył polski komunista Bronisław Wesołowski. Jej członkowie zostali natychmiast (21 grudnia) aresztowani pod zarzutem szerzenia wywrotowej propagandy i uwięzieni w X Pawilonie Cytadeli Warszawskiej, a następnie formalnie wydaleni z kraju. Członków delegacji transportowano pod strażą w kierunku Rosji Radzieckiej: najpierw koleją do Szepietowa, a następnie szosą. Przed linią frontu zostali wywleczeni przez polskich żandarmów do lasu i rozstrzelani. Zginął przewodniczący misji i 3 członków: Maria Alter, pielęgniarka Magdalena Ajwazowa oraz lekarz Ludwik Klocman, natomiast ostatni z członków misji, prawnik Leon Alter, udał martwego. Po odejściu zabójców zdołał uciec i przedostać się przez linię frontu aby powiadomić władze radzieckie o morderstwie.
Przy ciałach znaleziono paszporty, świadectwa Czerwonego Krzyża, a także pieniądze, co świadczyło, że motywem zabójstwa nie był rabunek.
W sierpniu 1920 roku w pobliskich Łapach, po przejęciu władzy przez Tymczasowy Komitet Rewolucyjny Polski, planowano postawić pomnik pamięci męczenników sprawy robotniczej, który byłby poświęcony ofiarom tego mordu oraz Zbigniewowi Fabierkiewiczowi zamordowanemu w Łapach 6 dni później.